# Kūreh Z̄eq
Kūreh Z̄eq (persiska: كورزِه, كورِهزِه, كُّرزِه, کوره ذق, Kūrzeh) är en ort i Iran.   Den ligger i provinsen Östazarbaijan, i den nordvästra delen av landet, 500 km nordväst om huvudstaden Teheran. Kūreh Z̄eq ligger 438 meter över havet och antalet invånare är 316.
Terrängen runt Kūreh Z̄eq är huvudsakligen kuperad, men norrut är den platt.Runt Kūreh Z̄eq är det ganska glesbefolkat, med 27 invånare per kvadratkilometer. Närmaste större samhälle är Jānān Lū, 8,3 km nordost om Kūreh Z̄eq. Trakten runt Kūreh Z̄eq består till största delen av jordbruksmark.